# クレット島
クレット島 (เกาะเกร็ด) は、タイ王国・ノンタブリー県のパーククレット郡にある島。実態としてはチャオプラヤー川の中にある中州であるが、現地ではこのように呼ばれている。

## 概要
クレットの意味は「小さい」ないしは「小川をつなぐ運河」と言う意味。パーククレットからクレット島行きの船が出ているのでパーククレットはパーククレット（クレット入り口）と言う。
チャオプラヤー川の本流と、現代ではその支流とみなされるようになったラットクレット運河に囲まれたこの小島は、ひとつの行政区画として独立しており（タムボン・コクレット）、（2024年12月）約5600人が居住している。
住民は主にモン族。アユタヤ王朝からバンコクに遷都するときに周辺から移住してきた人々の末裔が住む。

## 歴史
大英博物館に残るアユタヤ王朝年代記によれば、「池端王」サンペット9世の命により1722年、1万人の兵士を動員してラットクレット運河が掘削されたと伝えられている。完成時は水深3 メートル、幅6 メートル、全長約1.2 kmという細い水路であったが、浸食作用により現代にみられるような規模となった。

## 産業
島は素焼きの焼き物の産地として有名。その生産量はタイ国内で最も多いという。

## 観光
- ワット・パラマイイガワー（英語版、タイ語版） （ポラマイイカーワート） - 対岸のワット・サナーム・ヌア（タイ語版） から出た渡し舟でたどり着く寺院。川岸の傾いたパゴダ（仏塔）が名物となっている[3]。もともとは直立していたが（傾く前の写真が19世紀末の新聞に掲載されている）、浸食の影響を受けて傾いてしまったのだという[4]。
- コ・クレット・ポッタリー・ビレッジ - 陶芸体験ができ、即売所が併設されている陶器工場[5]。

- OTOPビレッジ - 島内にある商店街。名産品や食料品を買うことができる[6]。
  - OTOPはタイ政府が推進する一村一品運動の共通ブランド（One Tambon One Product）[7]。